# Luisenstraße 167 (Mönchengladbach)

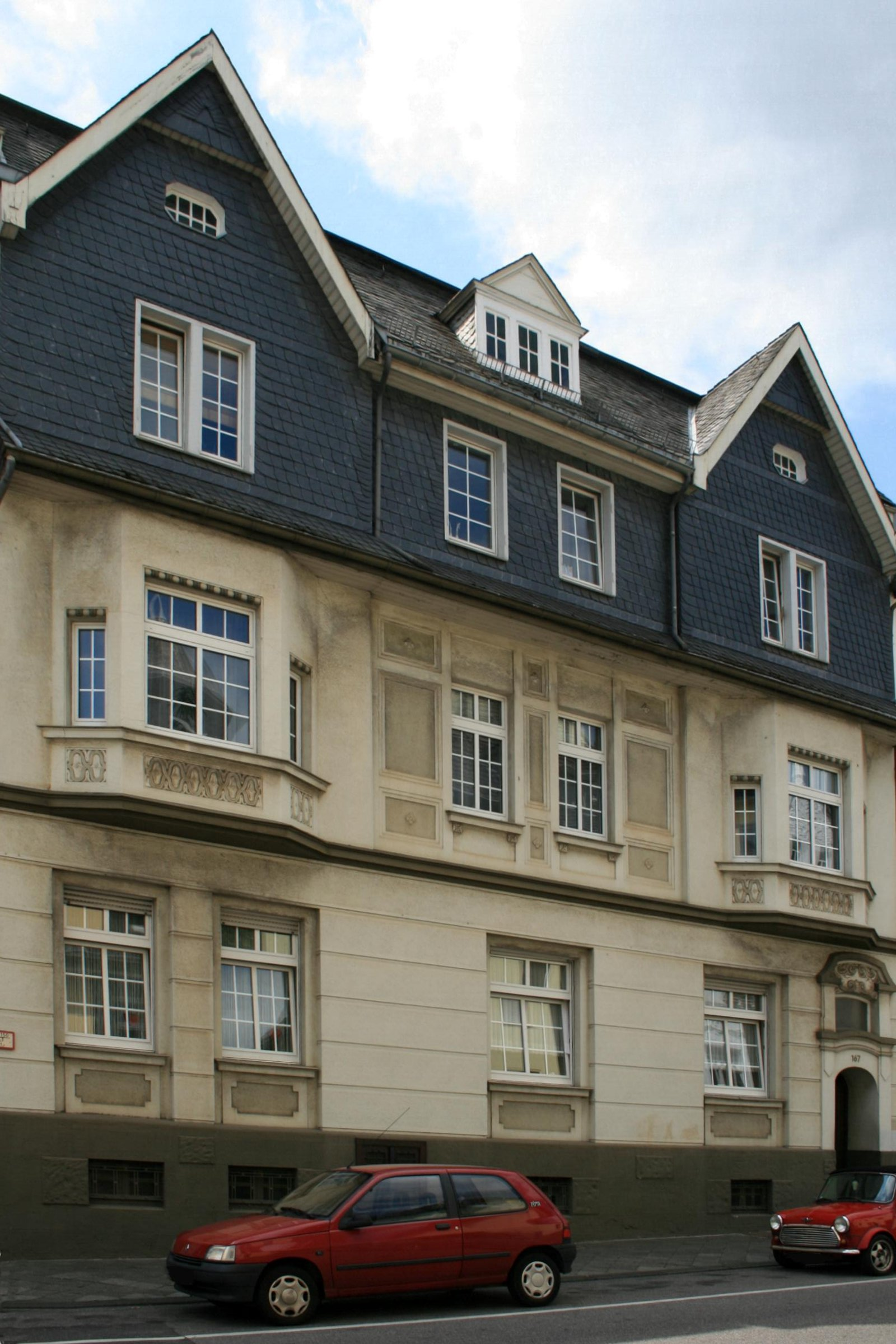
Wohnhaus

Das Wohnhaus Luisenstraße 167 befindet sich in Mönchengladbach (Nordrhein-Westfalen) im Stadtteil Westend.
Das Gebäude wurde 1908 erbaut. Es wurde unter Nr. L 038 am 21. Januar 1998 in die Denkmalliste der Stadt Mönchengladbach eingetragen.

## Lage
Die Luisenstraße liegt unmittelbar südwestlich des historischen Stadtkerns und wird durch den Verlauf der Aachener Straße in zwei Abschnitte gegliedert.

## Architektur
Der dreigeschossige Putzbau wird von drei ungleichwertig ausgebildeten Achsen gebildet. Symmetrische Fassadengliederung unter Betonung der jeweiligen Außenachse mittels dreifach gebrochenem Erker und spitzwinkligem Zwerchhaus. Die Horizontalgliederung und -strukturierung übernehmen neben einem Stockwerk- und weit vorkragenden Dachgesims ein kräftiger Fugenschnitt im Erdgeschoss.
Erschlossen wird das Gebäude durch die in der rechten Achse tief eingeschnittene Eingangsnische mit einem reich überkrönten Oberlicht. Alle Fensteröffnungen sind als scheitrecht abschließende Recht- oder Hochrechtecke von unterschiedlicher Größe und im Detail differierender Ausführung ausgebildet. Die vier in rhythmisierter Anordnung aufgereihten Erdgeschossfenster sind tief in die Wandfläche eingeschnitten und durch eine schlichte Rahmung abgesetzt. In den Brüstungsfeldern geometrische Dekorelemente.
Symmetrisch ist die Anordnung der Fenster des ersten Obergeschosses. Die Wandflächen der identisch formulierten Erker öffnet frontal jeweils ein zweiteiliges Rechteckfenster und seitlich ein schmales, niedriger dimensioniertes Hochrechteck. Auch hier Betonung der Brüstungen durch geometrische Schmuckformen. Die Mittelachse bestimmen zwei, von einer dreiteiligen, über die gesamte Geschosshöhe greifende Rahmung (Rauputz) gefasste Hochrechteckfenster. Im großzügig verschieferten zweiten Obergeschoss – ein formales Gestaltungselement, das der Architekt bevorzugt auch bei anderen Objekten einsetzte – jeweils ein Zwillingsfenster in den Giebelflächen und mittelaxial zwei weitere oblonge Fensteröffnungen. Alle Fenster sind von einer identischen, schmalen Putzrahmung gefasst. Im oberen Giebelfeld jeweils ein liegendes Ochsenauge; die Fläche des Satteldaches durchbricht mittig eine Gaube mit spitzem Dreiecksgiebel.